# Халезево (Ленинградская область)
Халезево — деревня в Цвылёвском сельском поселении Тихвинского района Ленинградской области.

## История
ХАЛИЗЕВО — деревня Сугоровского общества, Ильинско-Сяського прихода. Река Сясь.

Крестьянских дворов — 15. Строений — 20, в том числе жилых — 15.

Число жителей по семейным спискам 1879 г.: 31 м. п., 48 ж. п.; по приходским сведениям 1879 г.: 29 м. п., 45 ж. п.

В конце XIX — начале XX века деревня относилась к Сугоровской волости 1-го земского участка 1-го стана Тихвинского уезда Новгородской губернии.

ХАЛЕЗОВО — деревня Сугоровского общества, дворов — 15, жилых домов — 15, число жителей: 48 м. п., 50 ж. п.
 
Занятия жителей — земледелие, лесные заработки. Река Сясь. Часовня. (1910 год)

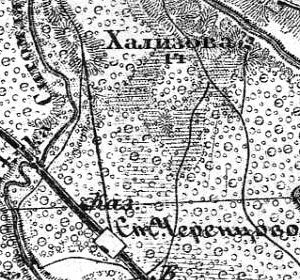
Деревня Халезево на карте 1913 года

Согласно карте Петроградской и Новгородской губерний 1913 года деревня называлась Хализова насчитывала 14 крестьянских дворов.
С 1917 по 1918 год деревня Халезово входила в состав Сугоровской волости Тихвинского уезда Новгородской губернии. 
С 1918 года в составе Череповецкой губернии.
С 1927 года в составе Ильинского сельсовета Тихвинского района.
В 1928 году население деревни Халезово составляло 112 человек.
Согласно карте Ленинградской области Северо-западного аэрогеодезического треста ГГУ издания 1932 года деревня насчитывала 13 крестьянских дворов. В деревне находилась часовня:
| Внешние изображения | Внешние изображения                 |
| ------------------- | ----------------------------------- |
|                     | Деревня Халезево на карте 1932 года |

По данным 1933 года деревня называлась Хазилево и входила в состав Ильинского сельсовета.
В 1958 году население деревни Халезово составляло 55 человек.
По данным 1966, 1973 и 1990 годов деревня называлась Халезево и также входила в состав Ильинского сельсовета.
В 1997 году в деревне Халезево Ильинской волости проживал 1 человек, в 2002 году — 2 человека (все русские).
В 2007 году в деревне Халезево Цвылёвского СП проживали 3 человека, в 2010 году постоянного населения не было.

## География
Деревня расположена в юго-западной части района к югу от автодороги А114 (Вологда — Новая Ладога).
Расстояние до административного центра поселения — 10 км.
Расстояние до ближайшей железнодорожной платформы Черенцово — 2 км.
Деревня находится на левом берегу реки Сясь.

## Демография
| 1879 | 1910 | 1928 | 1958 | 1997 | 2002 | 2007 |
| ---- | ---- | ---- | ---- | ---- | ---- | ---- |
| 79   | ↗98  | ↗112 | ↘55  | ↘1   | ↗2   | ↗3   |
| 2010 | 2017 |      |      |      |      |      |
| ↘0   | ↗2   |      |      |      |      |      |

### Национальный состав
Согласно данным Всероссийской переписи населения 2021 года в деревне проживал 1 человек, русский.

## Садоводства
Халезево.